# Ethel River
Ethel River är ett vattendrag i Australien. Det ligger i delstaten Western Australia, omkring 900 kilometer norr om delstatshuvudstaden Perth.
Omgivningarna runt Ethel River är i huvudsak ett öppet busklandskap. Trakten runt Ethel River är nära nog obefolkad, med mindre än två invånare per kvadratkilometer. Genomsnittlig årsnederbörd är 434 millimeter. Den regnigaste månaden är januari, med i genomsnitt 177 mm nederbörd, och den torraste är augusti, med 1 mm nederbörd.